# پپلیواتس، لایکوواتس
پپلیواتس (به صربی: Pepeljevac) یک روستا در صربستان است که در Lajkovac واقع شده‌است.